# Newari
Newari (auch: Nepal Bhasa, नेपाल भाषा) ist eine Sprache einer Volksgruppe in Nepal, den Newar, die am stärksten im Kathmandu-Tal vertreten sind. Insgesamt machen Sprecher des Newari 3,6 % der Bevölkerung Nepals aus. Newari gehört dem tibetobirmanischen Zweig der sinotibetischen Sprachfamilie an. Mit dem indoarischen Nepali, der Hauptsprache Nepals, ist es somit nicht verwandt.

## Schreibsystem
Newari ist neben Bodo die einzige sinotibetische und damit auch die einzige tibetobirmanische Sprache, die in Devanagari-Schrift geschrieben wird. Ansonsten wird es in einigen anderen Schriftarten geschrieben, hauptsächlich Ranjanja, Prachalit, Brahmi, Golmol. Alle Schriftarten werden von links nach rechts geschrieben und bestehen aus Konsonantenzeichen, die mit diakritischen Vokalzeichen zu Silbenzeichen kombiniert werden.

## Dialekte und Beeinflussungen
Es gibt fünf Hauptdialekte, nämlich Yen-Yala, Khwopa, Pahari, Dolakha und Chitlang. Zuzüglich dieser Dialekte gibt es einige Unterdialekte, die im Kathmandu-Tal und anderen Teilen von Nepal gesprochen werden. Diese Unterdialekte sind in der Umgebung von Kathmandu, Lalitpur, Bhaktapur, Chitlang und Dolakha anzutreffen. Der Dialekt, der in Bandipur gesprochen wird, ist die älteste gesprochene Form von Khwapa Bhaaye. Der Dialekt, der in Chainpur, Bhojpur, Terhathum und Palpa gesprochen wird, ist verwandt mit dem in Kathmandu und Patan. Der Dialekt, der in Ridi, Baglung und Arughat gesprochen wird, ist näher verwandt mit dem in Bhaktapur.